# Дюнкерк-2 (кантон)
Дюнкерк-2 (фр. Dunkerque-2) — кантон во Франции, находится в регионе О-де-Франс, департамент Нор, округ Дюнкерк.

## История
Кантон образован в результате реформы 2015 года.
С 1 января 2016 года состав кантона изменился: коммуна Ле-Моэр вошла в состав коммуны Гивельд.

## Состав кантона (с 1 января 2016 года)
В состав кантона входят коммуны (население по данным Национального института статистики за 2017 г.):
- Бре-Дюн (4 483 чел.)
- Гивельд (4 193 чел.)
- Дюнкерк (центральные кварталы, квартал Лез Гласис, ассоциированные коммуны Мало-лез-Бен и Розендаэль) (35 647 чел.)
- Зюйдкот (1 677 чел.)
- Леффренкук (4 262 чел.)

## Политика
На президентских выборах 2022 г. жители кантона отдали в 1-м туре Марин Ле Пен 31,0 % голосов против 27,0 % у Эмманюэля Макрона и 19,7 % у Жана-Люка Меланшона; во 2-м туре в кантоне победила Ле Пен, получившая 50,1 % голосов. (2017 год. 1 тур: Марин Ле Пен – 30,48 %,  Жан-Люк Меланшон – 21,1 %, Эмманюэль Макрон – 18,6 %, Франсуа Фийон – 15,3 %; 2 тур: Макрон – 53,1 %. 2012 год. 1 тур: Франсуа Олланд — 30,0 %, Николя Саркози — 23,5 %, Марин Ле Пен — 23,3,4 %; 2 тур: Олланд — 53,9 %).
С 2015 года кантон в Совете департамента Нор представляют мэр-делегат ассоциированной коммуны Мало-лез-Бен Мартин Арлабосс (Martine Arlabosse) (Союз демократов и независимых) и бывший мэр коммуны Зюйдкот, депутат Национального собрания Франции Поль Кристоф (Paul Christophe) (Разные правые).
|                | Кандидаты                         | Партия                   | Первый тур | Первый тур     | Второй тур | Второй тур |
| Кол-во голосов | Кандидаты                         | Партия                   | % голосов  | Кол-во голосов | % голосов  |            |
| -------------- | --------------------------------- | ------------------------ | ---------- | -------------- | ---------- | ---------- |
|                | Мартин Арлабосс Поль Кристоф      | Правоцентристский блок   | 6 170      | 53,07          | 7 981      | 70,18      |
|                | Лиз Леруа Лоран Фокон             | Левый блок – Зелёные     | 2 505      | 21,55          | 3 391      | 29,82      |
|                | Танги Бриш Сабрина Депекер        | Национальное объединение | 2 034      | 17,50          |            |            |
|                | Маттео Потье Бьянши Лоранс Шосьер | Разные левые             | 917        | 7,89           |            |            |

|                | Кандидаты                               | Партия                  | Первый тур | Первый тур     | Второй тур | Второй тур |
| Кол-во голосов | Кандидаты                               | Партия                  | % голосов  | Кол-во голосов | % голосов  |            |
| -------------- | --------------------------------------- | ----------------------- | ---------- | -------------- | ---------- | ---------- |
|                | Мартин Арлабосс Поль Кристоф            | Правый блок             | 6 453      | 34,10          | 12 029     | 65,93      |
|                | Клотильда Либер Филипп Эмери            | Национальный фронт      | 5 777      | 30,52          | 6 217      | 34,07      |
|                | Ален Ванваэфелган Жоэль Кроке           | Социалистическая партия | 3 818      | 20,17          |            |            |
|                | Паоло-Серж Лопес Виржини Энок           | Европа Экология Зелёные | 1 442      | 7,62           |            |            |
|                | Даниэль Кордьез Мари-Жозе Рицци Пьершон | Разные левые            | 721        | 3,81           |            |            |
|                | Даниэль Веньи Эмори Лебретон            | Левый фронт             | 715        | 3,78           |            |            |